# Lijst van voetbalinterlands Bulgarije - Georgië (vrouwen)
Deze lijst van voetbalinterlands is een overzicht van alle officiële voetbalinterlands tussen de nationale vrouwenteams van Bulgarije en Georgië. De landen hebben tot nu toe twee keer tegen elkaar gespeeld.

## Wedstrijden
| № | Plaats  | Datum            | Competitie           | Wedstrijd           | Uitslag |
| - | ------- | ---------------- | -------------------- | ------------------- | ------- |
| 1 | Lovetsj | 21 november 2009 | WK 2011 kwalificatie | Bulgarije − Georgië | 5 − 0   |
| 2 | Tbilisi | 21 augustus 2010 | WK 2011 kwalificatie | Georgië − Bulgarije | 1 − 1   |

## Samenvatting
| Competitie      | Totaal gespeeld | Winst Bulgarije | Gelijk | Winst Georgië | Doelsaldo Bulgarije – Georgië |
| --------------- | --------------- | --------------- | ------ | ------------- | ----------------------------- |
| WK-kwalificatie | 2               | 0               | 1      | 1             | 1 − 6                         |
| Totaal          | 2               | 0               | 1      | 1             | 1 − 6                         |